# Conirostrum albifrons
A Conirostrum albifrons a madarak osztályának verébalakúak (Passeriformes) rendjébe és a tangarafélék (Thraupidae) családjába tartozó faj.

## Rendszerezése
A fajt Frédéric de Lafresnaye francia ornitológus írta le 1842-ben.

## Alfajai
- Conirostrum albifrons albifrons Lafresnaye, 1842
- Conirostrum albifrons atrocyaneum Lafresnaye, 1848
- Conirostrum albifrons centralandium Meyer de Schauensee, 1946
- Conirostrum albifrons cyanonotum Todd, 1932
- Conirostrum albifrons lugens von Berlepsch, 1901
- Conirostrum albifrons sordidum von Berlepsch, 1901[2]

## Előfordulása
Az Andokban, Bolívia, Ecuador, Kolumbia, Peru és Venezuela területén honos. Természetes élőhelyei a szubtrópusi és trópusi hegyi esőerdők. Állandó, nem vonuló faj.

## Megjelenése
Testhossza 14 centiméter.

## Természetvédelmi helyzete
Az elterjedési területe nagyon nagy, egyedszáma ugyan csökken, de még nem éri el a kritikus szintet. A Természetvédelmi Világszövetség Vörös listáján nem fenyegetett fajként szerepel.